# 同情疲劳

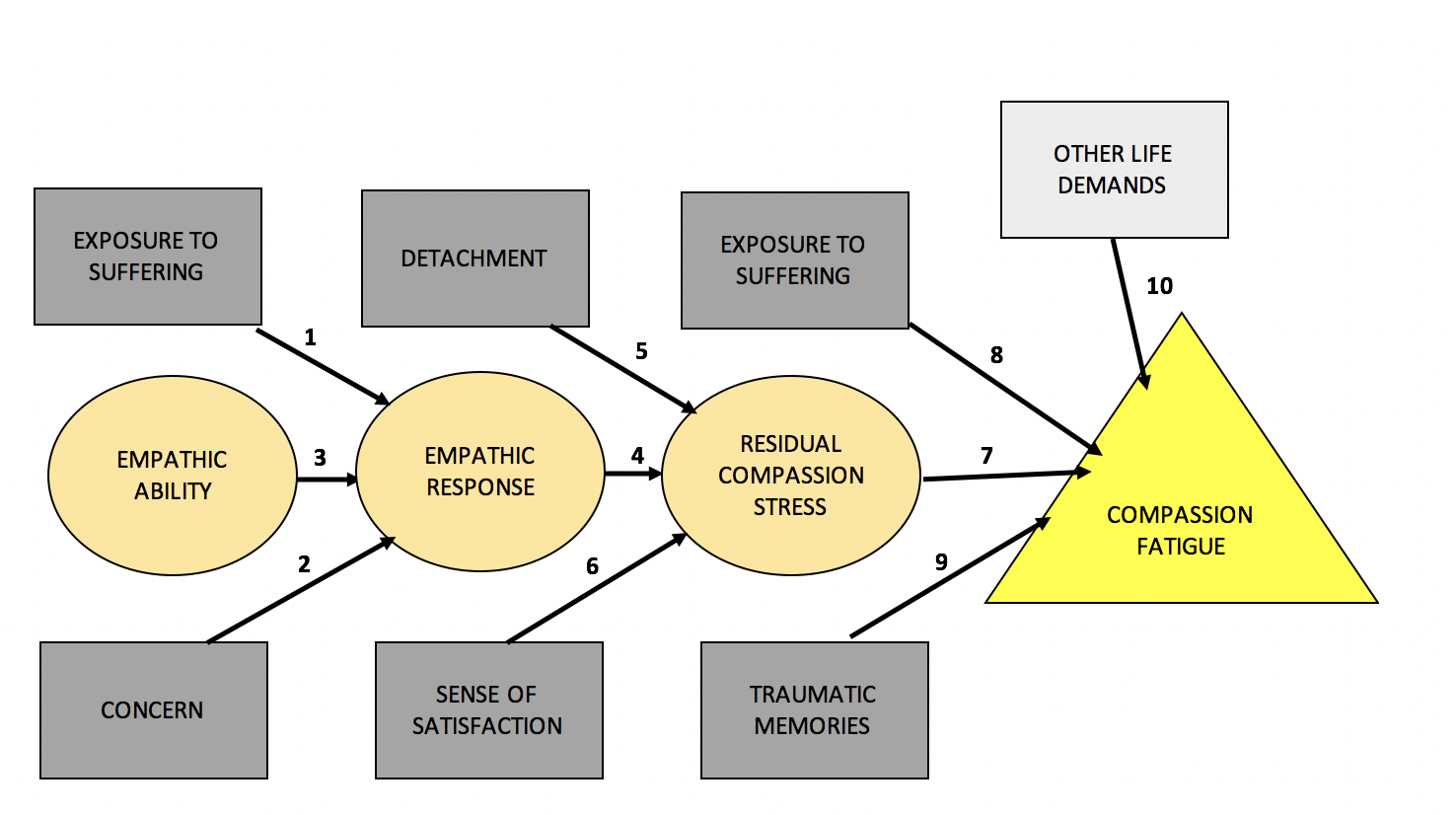
Figley的同情疲劳模型

同情疲劳（英語：compassion fatigue）是一种症状，特征是在身心疲惫影响之下失去同情心或共情能力，变得冷漠、迟钝、麻木不仁，有时亦称作繼發性創傷壓力（英語：即）。
研究指出，因工作需要而与受灾者、受创伤者、疾病患者等人群面对面相处会造成同情疲劳，医疗保健行业尤甚。